# Саутгемптон
Саутге́мптон (англ. Southampton; английское произношение: о файле/saʊθˈ(h)æmptən/) — город и унитарная единица в церемониальном графстве Хэмпшир Англии, на южном побережье Великобритании. Расположен у слияния рек Итчен и Тест, на берегу пролива Те-Солент. Крупный незамерзающий морской порт.
Вместе с городом Портсмут образует агломерацию — Южный Хэмпшир, с численностью населения в 1 142 176 человек (2016).

## История

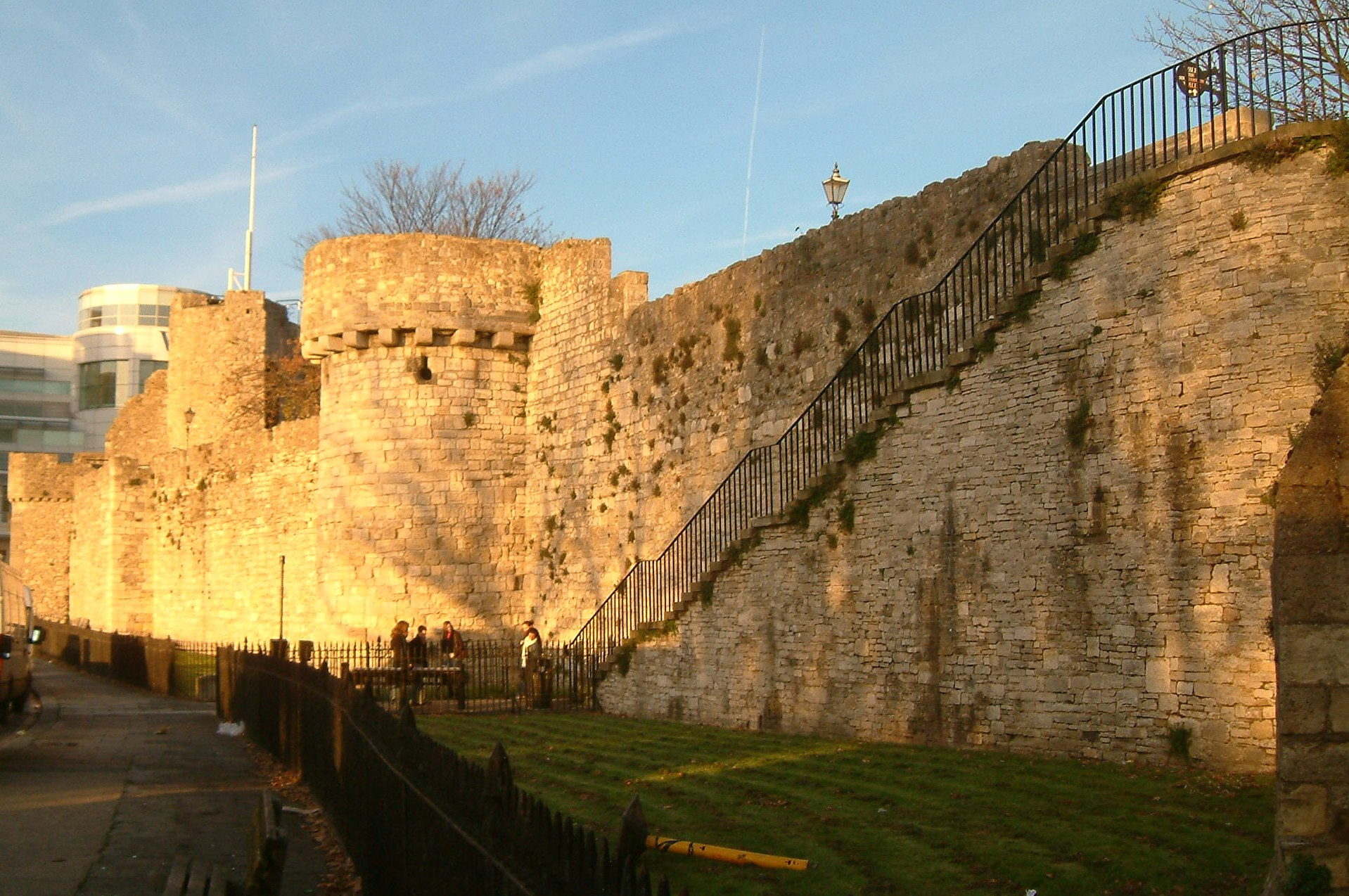
Средневековая городская стена

Город возник на месте древнеримского поселения Clausentum, известного с 43 года н. э. В средние века Саутгемптон превратился в один из ведущих портов Английского королевства. Отсюда вывозили шерсть и кожу, а взамен ввозили вино из Аквитании. Для Плантагенетов это был мост, соединяющий их французские владения с Англией. В 1447 году Саутгемптон был наделён правами графства.
В XVII и XVIII веках саутгемптонский порт пришёл в упадок и ожил только с приходом железнодорожного сообщения с Лондоном в 1840 году. Глубина бухты позволила разместить здесь современный корабельный док, к которому могли причаливать гигантские морские суда. 10 апреля 1912 года из Саутгемптона в свой первый и последний рейс отправился пароход «Титаник». Здесь же начинались рейсы и его собрата «Олимпика». Сюда же приходил их третий собрат «Британник»: в частности, для выгрузки раненых Первой мировой.
В 1862 году в Саутгемптоне был основан Институт Хартли (ныне университет), а в 1951 году началось строительство нефтеперерабатывающего завода и нефтеналивного порта.
В 1964 году город получил статус «сити». В 1997 году городу присвоен статус унитарной единицы.

## География
Унитарная единица Саутгемптон занимает территорию 72,8 км², омывается на юго-востоке проливом Те-Солент, граничит по всем остальным сторонам света с неметропольным графством Хэмпшир. На противоположной от Саутгемптона стороне залива Саутгемптон-вотер располагается деревня Марчвуд.

## Население
На территории унитарной единицы Саутгемптон по данным переписи населения 2011 года проживал 253 651 человек при средней плотности населения 3484 чел./км² (2011).
Этно-расовый состав города — белые (85,9 %, из них коренные британцы — 77,7 %), азиаты (8,4 %), метисы (2,4 %), чёрные (2,1 %), другие или не указано (1,2 %).

## Политика

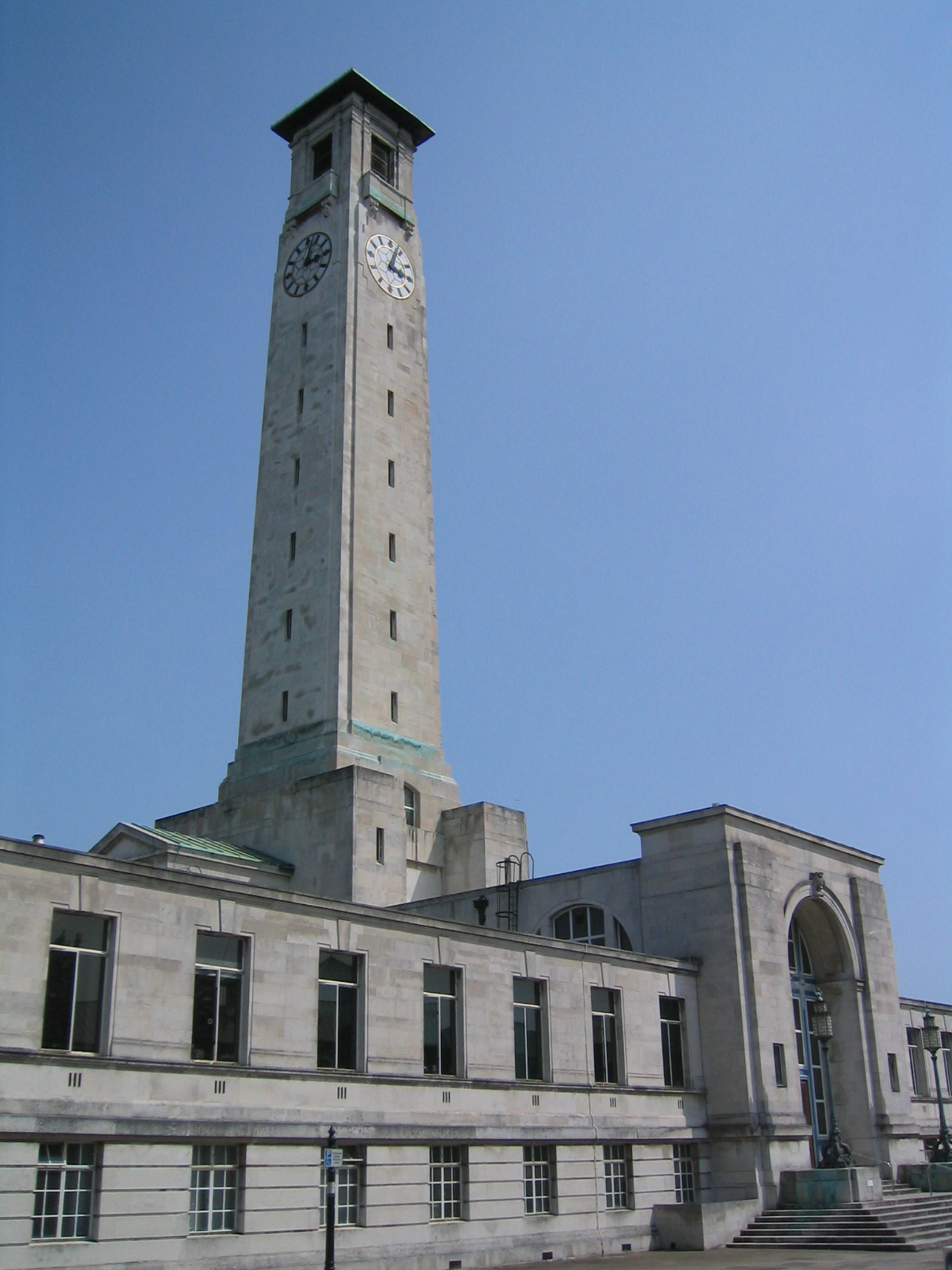
Городская ратуша

Саутгемптон управляется советом унитарной единицы, состоящим из 48 депутатов, избранных в 16 округах. В результате последних выборов 26 мест в совете занимают консерваторы.

## Образование
В 1952 году Университетский колледж Хартли получил королевскую хартию и был преобразован в Саутгемптонский университет, который в настоящее время входит в группу 20 наиболее престижных университетов Великобритании (группу «Рассел»).

## Экономика
В Саутгемптоне расположена штаб-квартира Carnival Corporation & plc, англо-американской компании, крупнейшего в мире оператора круизных судов. Акции компании входят в индексы S&P 500 и FTSE 100.
Паромы компании Red Funnel связывают Саутгемптон с городами Каус и Ист-Каус на острове Уайт.

## Спорт
В городе Саутгемптон базируется профессиональный футбольный клуб «Саутгемптон», обладатель Кубка Англии 1976 года, выступавший в сезоне 2016/17 в английской Премьер-лиге. «Святые» (таково прозвище команды) принимают своих соперников на стадионе «Сент-Мэрис» вместимостью 32 тысячи зрителей. В сезоне 2022/23 команда заняла последнее место и выбыла в Чемпионшип. В сезоне 2023/24 команда вернулась в Премьер-лигу.

## Достопримечательности
Значительная часть города была перестроена после разрушений Второй мировой войны. О славном прошлом Саутгемптона напоминают:
- сохранившиеся фрагменты средневековых стен из нормандского известняка,
- романская церковь св. Михаила,
- северные городские ворота Баргейт (XII век),
- дом короля Джона (XII век) — один из древнейших примеров английской гражданской архитектуры.